# Jana Burmeister
Jana Burmeister (Sonneberg, 1989. március 6. –) német női válogatott labdarúgó, aki jelenleg a VfL Wolfsburg játékosa.

## Pályafutása

### Klub
2005 és 2011 között több, mint 100 mérkőzésen szerepelt az FF USV Jena együttesében. 2011 nyarán  bejelentette, hogy a VfL Wolfsburg csapatába igazolt. A klubnál másodszámú kapusként számítanak rá.

### Válogatott
A 2007-es U19-es női labdarúgó-Európa-bajnokságon aranyérmesként zárt a válogatottal, míg a 2008-as U20-as női labdarúgó-világbajnokságon bronzérmes lett.

## Sikerei, díjai

### Klub
- VfL Wolfsburg
  - Női Bundesliga: 2012–13, 2013–14, 2016–17
  - Német kupa: 2012–13, 2014–15, 2015–16, 2016–17
  - UEFA Női Bajnokok Ligája: 2012–13, 2013–14

### Válogatott
- Németország U19
  - U19-es női labdarúgó-Európa-bajnokság: 2007
- Németország U20
  - U20-as női labdarúgó-világbajnokság bronzérmes: 2008

### Egyéni
- Fritz Walter-medál – aranyérmes: 2008